# World Games 2017/Teilnehmer (Hongkong)
| Gelbes Symbol für Goldmedaillen mit stilisierten Olympischen Ringen | Graues Symbol für Silbermedaillen mit stilisierten Olympischen Ringen | Braundes Symbol für Bronzemedaillen mit stilisierten Olympischen Ringen |
| ------------------------------------------------------------------- | --------------------------------------------------------------------- | ----------------------------------------------------------------------- |
| —                                                                   | 1                                                                     | 1                                                                       |

Hongkong nahm in Breslau an den World Games 2017 teil. Die Delegation bestand aus 5 Athleten und 4 Athletinnen.

## Teilnehmer nach Sportarten

### Billard
| Athleten  | Wettbewerb    | Achtelfinale  | Achtelfinale | Viertelfinale | Viertelfinale | Halbfinale    | Halbfinale    | Finale / Platz 3 | Finale / Platz 3 | Rang          |
| Athleten  | Wettbewerb    | Gegner        | Ergebnis     | Gegner        | Ergebnis      | Gegner        | Ergebnis      | Gegner           | Ergebnis         | Rang          |
| --------- | ------------- | ------------- | ------------ | ------------- | ------------- | ------------- | ------------- | ---------------- | ---------------- | ------------- |
| Männer    |               |               |              |               |               |               |               |                  |                  |               |
| On Yee Ng | Mixed Snooker | Michael Judge | 2:3          | ausgeschieden | ausgeschieden | ausgeschieden | ausgeschieden | ausgeschieden    | ausgeschieden    | ausgeschieden |

### Bowling
| Männer                  |            |                     |          |                  |               |                   |               |               |               |                    |               |                   |          |        |
| Michael Mak             | Einzel     | 1386                | 10       | Tobias Bording   | 1:2           | ausgeschieden     | ausgeschieden | ausgeschieden | ausgeschieden | ausgeschieden      | ausgeschieden | ausgeschieden     |          |        |
| Siu Hong Wu             | Einzel     | 1303                | 24       | ausgeschieden    | ausgeschieden | ausgeschieden     | ausgeschieden | ausgeschieden | ausgeschieden | ausgeschieden      | ausgeschieden | ausgeschieden     |          |        |
| Athleten                | Wettbewerb | Vorrunde            | Vorrunde | Vorrunde         | Vorrunde      | Vorrunde          | Vorrunde      | Viertelfinale | Viertelfinale | Halbfinale         | Halbfinale    | Finale            | Finale   | Rang   |
| Athleten                | Wettbewerb | Gegner              | Ergebnis | Gegner           | Ergebnis      | Gegner            | Ergebnis      | Gegner        | Ergebnis      | Gegner             | Ergebnis      | Gegner            | Ergebnis | Rang   |
| Michael Mak Siu Hong Wu | Doppel     | Spil/ van de Wakker | 903:881  | Fridegotto/ Ruiz | 888:935       | Tonteri/ Palermaa | 943:838       | Kent/ Jones   | 972:958       | Maclelland/ Lavoie | 911:1059      | Lecuona/ Quintero | 1003:948 | Bronze |

### Inline-Speedskating
| Frauen       |                      |          |         |               |               |               |               |               |               |               |               |               |               |         |         |         |         |         |         |         |         |
| Vanessa Wong | 300 m Zeitfahren     | 21,212 s | 23      | ausgeschieden | ausgeschieden | ausgeschieden | ausgeschieden | ausgeschieden | ausgeschieden | ausgeschieden | ausgeschieden | ausgeschieden | ausgeschieden |         |         |         |         |         |         |         |         |
| Vanessa Wong | 500 m Sprint         | 55,750 s | 4       | ausgeschieden | ausgeschieden | ausgeschieden | ausgeschieden | ausgeschieden | ausgeschieden | ausgeschieden | ausgeschieden | ausgeschieden | ausgeschieden |         |         |         |         |         |         |         |         |
| Vanessa Wong | 10000 m Punkterennen | –        | –       | –             | –             | –             | –             | 15:29,318 min | 20            | 20            |               |               |               |         |         |         |         |         |         |         |         |
| Vanessa Wong | 20000 m Rennen       | verlegt  | verlegt | verlegt       | verlegt       | verlegt       | verlegt       | verlegt       | verlegt       | verlegt       | verlegt       | verlegt       | verlegt       | verlegt | verlegt | verlegt | verlegt | verlegt | verlegt | verlegt | verlegt |

### Squash
| Frauen       |                          |                  |                       |                  |                  |                  |                  |                  |                  |                  |                  |                  |                  |                  |                  |                  |                  |                  |                  |                  |
| Annie Au     | nicht angetreten         | nicht angetreten | nicht angetreten      | nicht angetreten | nicht angetreten | nicht angetreten | nicht angetreten | nicht angetreten | nicht angetreten | nicht angetreten | nicht angetreten | nicht angetreten | nicht angetreten | nicht angetreten | nicht angetreten | nicht angetreten | nicht angetreten | nicht angetreten | nicht angetreten | nicht angetreten |
| Joey Chan    | Alina Buschma            | 3:0              | Milou van der Heijden | 3:1              | Coline Aumard    | 3:2              | Nicol David      | 3:2              | Camille Serme    | 0:3              | Silber           |                  |                  |                  |                  |                  |                  |                  |                  |                  |
| Männer       |                          |                  |                       |                  |                  |                  |                  |                  |                  |                  |                  |                  |                  |                  |                  |                  |                  |                  |                  |                  |
| Max Lee      | Alexei Sewerinow         | 3:0              | Jan Koukal            | 3:0              | Grégoire Marche  | 0:3              | ausgeschieden    | ausgeschieden    | ausgeschieden    | ausgeschieden    | ausgeschieden    |                  |                  |                  |                  |                  |                  |                  |                  |                  |
| Yip Tsz-Fung | Kostjantyn Rybaltschenko | 3:0              | Ben Coleman           | 3:2              | Diego Elías      | 1:3              | ausgeschieden    | ausgeschieden    | ausgeschieden    | ausgeschieden    | ausgeschieden    |                  |                  |                  |                  |                  |                  |                  |                  |                  |

### Sumō
| Männer               |               |                |              |                      |               |                        |                        |               |               |                         |                         |               |               |                      |                      |                |                |               |               |               |               |               |               |               |               |
| Tsz-Shing Brandon Ng | Schwergewicht | Eduard Kudzoev | Oshidashi    | ausgeschieden        | ausgeschieden | ausgeschieden          | ausgeschieden          | ausgeschieden | ausgeschieden | ausgeschieden           | ausgeschieden           | ausgeschieden | ausgeschieden | ausgeschieden        | ausgeschieden        | ausgeschieden  |                |               |               |               |               |               |               |               |               |
| Athleten             | Wettbewerb    | Runde der 64   | Runde der 64 | Achtelfinale         | Achtelfinale  | Repechage Achtelfinale | Repechage Achtelfinale | Viertelfinale | Viertelfinale | Repechage Viertelfinale | Repechage Viertelfinale | Halbfinale    | Halbfinale    | Repechage Halbfinale | Repechage Halbfinale | Finale/Platz 3 | Finale/Platz 3 | Rang          |               |               |               |               |               |               |               |
| Athleten             | Wettbewerb    | Gegner         | Ergebnis     | Gegner               | Ergebnis      | Gegner                 | Ergebnis               | Gegner        | Ergebnis      | Gegner                  | Ergebnis                | Gegner        | Ergebnis      | Gegner               | Ergebnis             | Gegner         | Ergebnis       | Rang          |               |               |               |               |               |               |               |
| Männer               |               |                |              |                      |               |                        |                        |               |               |                         |                         |               |               |                      |                      |                |                |               |               |               |               |               |               |               |               |
| Tsz-Shing Brandon Ng | Offene Klasse | –              | –            | Cristiano Silva Mori | Sotogake      | ausgeschieden          | ausgeschieden          | ausgeschieden | ausgeschieden | ausgeschieden           | ausgeschieden           | ausgeschieden | ausgeschieden | ausgeschieden        | ausgeschieden        | ausgeschieden  | ausgeschieden  | ausgeschieden | ausgeschieden | ausgeschieden | ausgeschieden | ausgeschieden | ausgeschieden | ausgeschieden | ausgeschieden |